# Frano Borelli
Frano (Frane, Franjo, Francesco) Borelli Vranski (Zára, 1810. október 16. – Trieszt, 1884. július 28.), dalmáciai horvát politikus, zárai polgármester. A Borelli Vranski horvát nemesi család szülötte. A neoabszolutizmus modernizációjának egyik legjelentősebb előmozdítója Dalmáciában.

## Élete és munkássága
Fiatal korában verseket írt, melyeket alkalmanként ki is adott a L’Aquila imperiale austriacában. Ódája egy különleges kiadványban „A sua apostolica maesta l’imperatore e re Francesco I ...” (Zadar 1833) címmel jelent meg. Kiadott egy füzetet is a spliti Diocletianus-palota kutatásairól. 1841-ben beválasztották a Zárai Nemzeti Múzeum (Museo nazionale, 1838-ban alapított) új vezetőségébe. 1841 és 1844 között Zára város polgármestere, az 1850-ben alapított Zárai Központi Mezőgazdasági Társaság ((Societa agronomica centrale di Zara) egyik alapítója és első elnöke volt.  A közéletben Duna-Adria vasút, a Dunát és Dalmáciában, a Neretva torkolatától északnyugatra kiépített új kikötőt összekötő vasútvonal építését szorgalmazta. Ezzel kapcsolatban 1856. augusztus 3-án beadványt nyújtott be Alexander Bach osztrák belügyminiszterhez. Az általa vezetett mezőgazdasági társaság szervezte meg az első dalmát mezőgazdasági kiállítást, amelyet 1855-ben Zárában rendeztek. 
1860-ban, amikor Ferenc József császár úgy döntött, hogy helyreállítja az alkotmányos és politikai életet, és kibővített birodalmi tanácsot hívott össze, Horvátország és Szlavónia képviselői, Ambroz Vranyczány és Josip Juraj Strossmayer felvetették Dalmácia egyesítését a horvát és szlavóniai királyságokkal. Dalmácia képviselője, Frano Borelli elismerte, hogy az olaszok kisebbségben vannak, de úgy vélte, ennek még nem jött el az ideje. Borelli a dalmáciai szlávsághoz és a többi déli szlávhoz való szoros kapcsolatát hangsúlyozva, tagadta az egyesülés melletti történelmi érvet. Ugyan megengedte az egyesülés jövőbeni lehetőségét, de követelte Dalmácia autonómiáját. A Birodalmi Tanács ülésén elhangzott beszéde Pozorban nyomtatásban is megjelent. Elképzeléseit Dalmácia autonómiájáról 1860. augusztus 29-én, az osztrák miniszterelnökhöz intézett kiadatlan memorandumban is ismertette. Ennek a vitának a visszhangja politikai nézeteltérésekhez vezetett Dalmáciában, az annexionisták (populisták) és az autonisták között.
A zárai választókerület képviselője volt az 1861-es dalmát parlamenti választásokon. A Néppárt képviselőjévé választották, így 1861 és 1864 között tagja volt az első dalmát parlamentnek. Sikeresen vezette családi birtokát. Nem ragaszkodott apja társadalmi rendről alkotott nézetéhez, de határozottan védte hűbérúri jogait a parasztokkal szemben. Az osztrák hatóságokkal, akik megpróbálták elvenni vagyonának egy részét, harminc évig tartó perben állt (1851-1881), ami végül a javára dőlt el.

## Főbb művei
- Illustrazione del mausoleo e sepolcro di Diocleziano recentemente riconosciuti in Spalato. Zara 1847.
- Considerazioni sul quesito se la Dalmazia debba far parte del territorio doganale dell’Impero austriaco. Zara 1851.
- Cenni sull’utilita ed importanza d’una strada ferrata Istro-Adriatica dal basso Danubio al lido Dalmatico. Zara 1856.

## Fordítás
Ez a szócikk részben vagy egészben  a   Frane Borelli című horvát Wikipédia-szócikk ezen változatának fordításán alapul.  Az eredeti cikk szerkesztőit annak laptörténete sorolja fel. Ez a jelzés csupán a megfogalmazás eredetét és a szerzői jogokat jelzi, nem szolgál a cikkben szereplő információk forrásmegjelöléseként.